# Colne Engaine
Colne Engaine är en by och en civil parish i Braintree i Essex i England. Orten har 979 invånare (2001). Den har en kyrka.